# Diecéze Mbanza Congo
Diecéze Mbanza Congo je římskokatolická diecéze nacházející se v Angole.

## Území
Diecéze zahrnuje angolskou provincii Zaire.
Biskupským sídlem je město Mbanza Congo, kde se také nachází hlavní chrám katedrála Neposkvrněné Panny Marie.
Rozděluje se do 6 farností. K roku 2013 měla 408 000 věřících, 8 diecézních kněží, 8 řeholních kněží, 18 řeholnícků a 26 řeholnic.

## Historie
Roku 1596 papež Klement VIII. zřídil z části území Tomé diecézi São Salvador da Congo. Roku 1609 byla diecéze zrušena a její území přešlo na vytvoření nové diecéze São Paulo de Loanda (dnešní arcidiecéze Luanda).
Roku 1623 byla diecéze obnovena a tím diecéze São Paulo de Loanda byla zrušena. Roku 1628 byla opět zrušena a diecéze São Paulo de Loanda byla obnovena.
Dne 7. listopadu 1984 byla diecéze bulou Ex quo superno papeže Jan Pavla II. obnovena se jménem Mbanza Congo a to z části území diecéze Uíje.

## Seznam biskupů
- Simon Mascarenhas, O.F.M. (1623-1624)
- Francisco do Soveral, O.E.S.A. (1627-1628)
  - 1628-1984 zrušena
- Afonso Nteka, O.F.M.Cap. (1984-1991)
- Serafim Shyngo-Ya-Hombo, O.F.M.Cap. (1992-2008)
- Vicente Carlos Kiaziku, O.F.M.Cap. (od 2009)